# Den længste dag (film)
 For alternative betydninger, se Den længste dag. (Se også artikler, som begynder med Den længste dag)
Den Længste Dag (orig. The Longest Day) er en tre timer lang amerikansk krigsfilm fra 1962 med bl.a. Richard Burton, Sean Connery, Henry Fonda, Robert Mitchum, Kenneth More og John Wayne i hovedrollerne. Filmen er baseret på Cornelius Ryans roman af samme navn fra 1959.
Filmen skildrer D-Dag, invasionen i Normandiet, den 6. juni 1944 under 2. verdenskrig.

## Baggrund
Filmens manuskript er af Romain Gary, James Jones, David Pursall, Cornelius Ryan og Jack Seddon. Den blev instrueret af Ken Annakin (britiske scener), Andrew Marton (amerikanske scener), Gerd Oswald (faldskærmsudspringsscener) og Bernhard Wicki (tyske scener).
Nogle af de militære konsulenter og rådgivere, som hjalp med ved filmens produktion havde selv deltaget i aktionerne på D-Dagen og er portrætteret i filmen. Producerne hentede dem fra begge sider. Mellem dem er Günther Blumentritt (tysk general), James M. Gavin (amerikansk general), Philippe Kieffer (som anførte sine mænd i angrebet på Ouistreham), Max Pemsel (tysk general), Werner Pluskat (majoren, som var den første tysker, der fik øje på invasionsflåden), og Josef "Pips" Priller (den temperamentsfulde pilot).
En ting, der adskiller filmen fra mange andre film om 2. verdenskrig er, at alle figurerne taler deres eget sprog, med undertekster på engelsk. De typiske nazi stereotyper er også undgået og de fleste tyskere skildres som mennesker. Ordet Sieg heil! er f.eks. ikke brugt en eneste gang i filmen, men står dog skrevet på en væg i en bunker i Ouistreham.

## Udvalgte medvirkende
- Richard Burton : RAF flyverofficer David Campbell
- Red Buttons : Menig John Steele
- Sean Connery : Menig Flanagan
- Henry Fonda : Brigadegeneral Theodore Roosevelt, Jr.
- Robert Mitchum : Brigadegeneral Norman Cota
- Sal Mineo : Menig Martini
- Kenneth More : Kaptajn Colin Maud
- Robert Ryan : Brigadegeneral Gavin
- Richard Todd : Major John Howard
- John Wayne : Oberstløjtnant Benjamin Vandervoort

## Produktion
- Instruktør: Ken Annakin, Andrew Marton, Gerd Oswald, Bernhard Wicki
- Producent: Darryl F. Zanuck
- Manuskript: Romain Gary, James Jones, David Pursall, Cornelius Ryan og Jack Seddon
- Kamera: Darryl F. Zanuck, Pierre Levent, Henri Persin og Walter Wottitz
- Musik: Maurice Jarre
- Produceret: 1962 af 20th Century Fox